# Zodiak Free Arts Lab

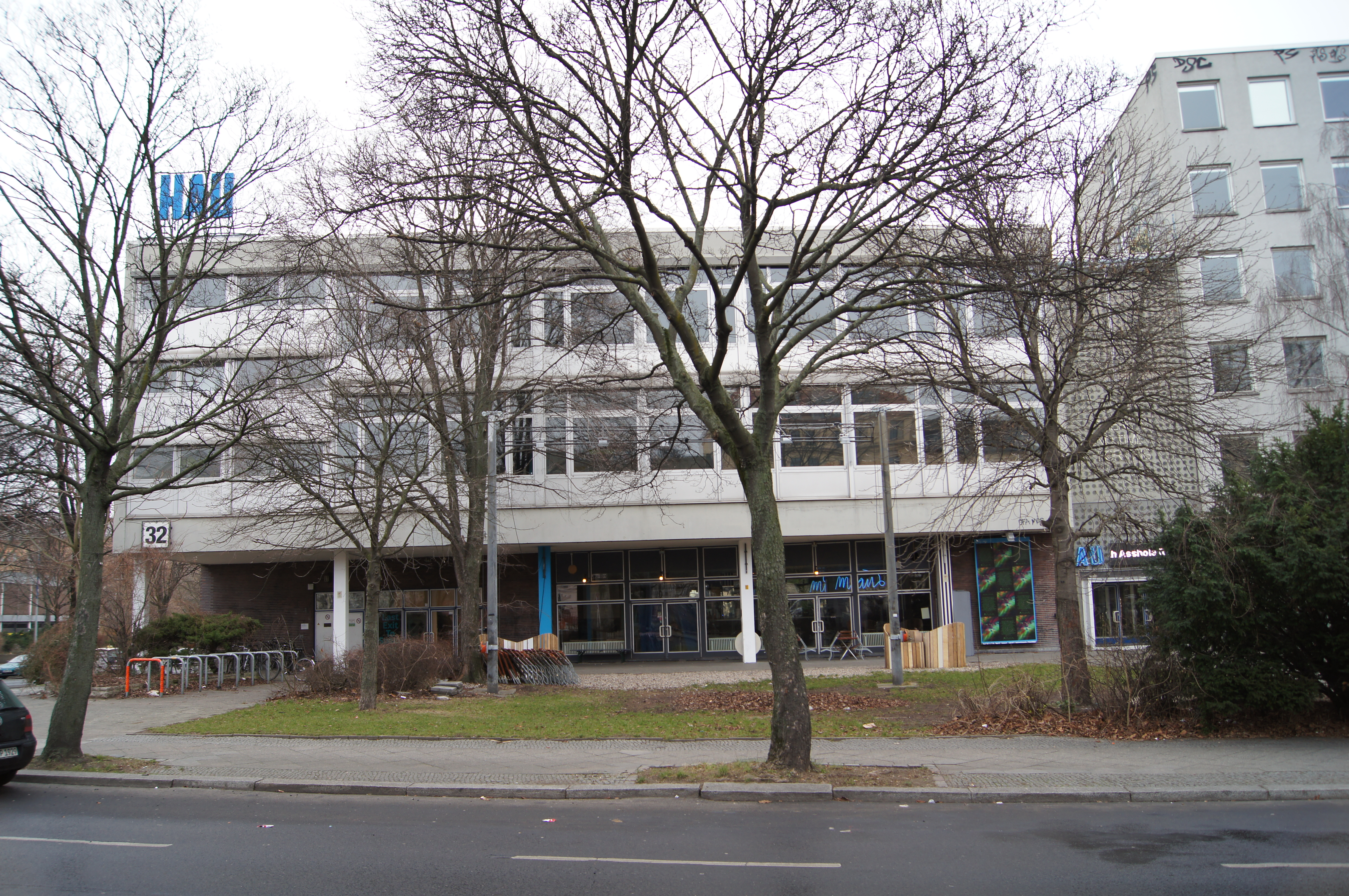
No 32 du Hallesches Ufer.

Le Zodiak Free Arts Lab, parfois appelé Zodiak Club ou Zodiac Club, est une salle de spectacle allemand, et la première de Berlin-Ouest consacrée à la musique expérimentale. Elle est fondée à la fin 1967 par Conrad Schnitzler (né en 1937) et Hans-Joachim Roedelius (né en 1934), et Boris Schaak. Le Zodiak ne tient que quelques mois, mais joue un rôle essentiel dans l'émergence du style « Kosmische Musik », plus tard rebaptisé « krautrock ».

## Histoire
Le Zodiak Free Arts Lab s'installe dans une grande salle (une ancienne cantine) à l'arrière d'un bâtiment du Halleschen Ufer, sur la rive nord du Landwehrkanal dans le quartier Kreuzberg de Berlin, près de la station Möckernbrücke. Entre 1962 et 1981, la fonction principale du bâtiment était d'héberger la Schaubühne, une salle de théâtre engagé. Par conséquent, le Zodiak ne pouvait pas ouvrir ses portes avant la fin des représentations du théâtre, afin de ne pas perturber celles-ci.
Le Zodiak lui-même est séparé en deux scènes principales, l'une peinte complètement en blanc, l'autre en noir. Il était rempli d'instruments de toutes sortes, d'amplis et d'enceintes, que les artistes pouvaient réorganiser à leur guise. Les musiciens pouvaient ainsi se lancer dans toutes sortes de musique expérimentale, comme le free jazz, le rock psychédélique, et d'autres styles d'avant-garde. Les formes traditionnelles de musique étaient mal vues, on répète[style à revoir] souvent à l'époque que « les chansons sont une forme bourgeoise. » Les spectateurs étaient en grande partie des étudiants, parfois impliqués dans les émeutes de 1968.
Parmi les nombreux artistes qui fréquentent le Zodiak à leurs débuts, on compte Ash Ra Tempel, Geräusche, Plus/Minus, Curly Curve, Per Sonore, Human Being, The Agitation (renommé en Agitation Free), Peter Brötzmann, Klaus Schulze et, surtout, Tangerine Dream. Tangerine Dream y joue presque toutes les nuits sur une période de trois mois, parfois jusqu'à cinq ou six heures d'affilée pour un cachet minime (voir inexistant), et leur musique allumée, bruyante et iconoclaste était parfois suivie par la destruction de matériel, à la manière des Who. Edgar Froese parle de cette période comme « les meilleurs jours de sa vie ».
Le Zodiak ne reste ouvert que quelques mois, sa fermeture survenant au début 1969. Parmi les causes vraisemblables de celle-ci, l'attitude de la Schaubühne demandant à calmer un peu les choses, ou l'hyperactivité de la scène musicale berlinoise à cette période, conduisant à l'ouverture d'autres  salles. Néanmoins, le Zodiak acquiert une position importante dans l'histoire du rock allemand. En 1969, un de ses fondateurs, Conrad Schniztler, rejoint Tangerine Dream pour quelque temps, et joue sur leur premier album, Electronic Meditation, paru en 1970. Après son départ de Tangerine Dream, Schnitzler rejoint en 1969 un des autres fondateurs du Zodiak, Hans-Joachim Roedelius, ainsi que Dieter Moebius (né en 1944), et ils fondent Kluster, qui devient Cluster en 1971.
En 1981, la Schaubühne déménage pour s'installer dans son bâtiment actuel, l'ancien cinéma Kino Universum. Le bâtiment devient alors le Theater am Halleschen Ufer. Il sert maintenant d'annexe au Hebbel Theater, et est connu sous le nom de Hebbel am Ufer 2 ou HAU 2.